# Vinny Capra
Vincent James Capra (Melbourne, Florida, 7 de julio de 1996), más conocido como Vinny Capra, es un jugador profesional estadounidense de béisbol que se desempeña en la posición de tercera base en Milwaukee Brewers, equipo de las Grandes Ligas de Béisbol (MLB).

## Carrera
Capra hizo su debut en la MLB con el equipo Toronto Blue Jays, en el cual jugó una temporada (2022), después pasó a Pittsburgh Pirates (2023), posteriormente a Milwaukee Brewers, donde lleva jugando una temporada.